# Jervis Johnson
Jervis Johnson (* 12. Juni 1959 in London) ist ein britischer Spieleautor für Tabletop-Spiele. Er arbeitete über 38 Jahre als Spieleautor und Manager für Games Workshop und war unter anderem der Kopf des Specialist Games Studios. Zusätzlich zu seinen Arbeiten an Warhammer Fantasy Battles und Warhammer 40.000, erfand er das Fantasy-Football-Spiel Blood Bowl und war Mitentwickler von Epic 40.000, Necromunda und Age of Sigmar.

## Karriere
Johnson kam 1982 als Handelsassistent zu Games Workshop. 1986 begann er mit dem Schreiben von Regeln für die eigenen Spiele des Unternehmens und verfasste in seiner Freizeit die erste Ausgabe von Blood Bowl. Er war Spieltester für Rogue Trader, die erste Version von Warhammer 40.000. 1988 war Johnson Mitentwickler des ersten 6-mm-Miniaturenspiels von Games Workshop, Adeptus Titanicus, und dessen Ableger Space Marine – die Anfänge des Epic 40.000-Systems. 1989 entwickelte er Advanced Heroquest, eine neue Version von Milton Bradleys HeroQuest-Brettspiel.
In den 1990er Jahren war Johnson an der Entwicklung von StarQuest beteiligt und gehörte zu den Mitarbeitern von Games Workshop, die Spiele für die erste Iteration von The Crystal Maze entwarfen. 1992 begann er, als Entwickler für die Regeln der 4. Auflage von Warhammer Fantasy Battles zu arbeiten, und begann, Armeebücher für die verschiedenen Fraktionen des Spiels zu schreiben. 1993 tat er dasselbe für die 2. Edition von Warhammer 40.000. Johnson arbeitete neben seinen neuen Aufgaben weiter an Blood Bowl, und die dritte Edition des Spiels gewann 1995 den Origins Award für Best Miniatures Rules. 1995 entwickelte er zusammen mit Andy Chambers auch Necromunda.
1995 organisierte Johnson die erste weltweite Kampagne von Games Workshop, die Schlacht um Ichar IV, und veranstaltete das erste internationale Warhammer-Turnier an der Universität Nottingham. 1996 begann er mit seiner ersten Kolumne im unternehmenseigenen Magazin White Dwarf, „The J Files“. In den 1990er und 2000er Jahren schrieb er weiterhin für White Dwarf und arbeitete außerdem an Epic 40.000, Warhammer Fantasy und Warhammer 40.000. Ab 2003 leitete er das Specialist Games Studio von Games Workshop und beaufsichtigte die Entwicklung der neuen Versionen von Necromunda und Space Hulk. Im Jahr 2006 wurde „The J Files“ durch seine neue Kolumne „Standard Bearer“ ersetzt, die wiederum 2012 durch eine semi-regelmäßige Kolumne ersetzt wurde.
Johnson war einer der Hauptentwickler von Age of Sigmar, dem Nachfolger von Warhammer Fantasy Battles, dessen erste Edition 2015 veröffentlicht wurde. Er entwarf weiterhin Specialist Games, darunter Shadows Over Hammerhal (2017) und Blackstone Fortress (2018), sowie neue Editionen von Age of Sigmar.
Im Juli 2021 gab Johnson nach mehr als 38 Jahren seinen Rückzug von Games Workshop bekannt.
2022 entwickelte er zusammen mit Alan und Michael Perry das Tabletop-Spiel Valour & Fortitude für deren eigenes Miniaturen-Sortiment von Perry Miniatures.
2024 kündigte Archon Studio das Spiel Heroes of Might and Magic: Battles an, das von Jervis Johnson und Andy Chambers entwickelt wurde.

## Familie
Jervis Johnson ist der Sohn des Schauspielers Richard Johnson und seiner ersten Frau Sheila Sweet. Seine jüngere Schwester ist die Schauspielerin Sorel Johnson.

## Spiele

### Tabletop-Spiele
Für Games Workshop:
- Blood Bowl (1986)
- Blood Bowl (2. Edition) (1988)
- Adeptus Titanicus (1988)
- Advanced Heroquest (1989)
- Space Marine (1989) zusammen mit Graeme Davis
- Advanced Space Crusade (1990), zusammen mit Simon Forrest
- Blood Bowl (3. Edition) (1994)
- Necromunda (1995) zusammen mit Andy Chambers und Rick Priestley
- Epic 40.000 (1997), zusammen mit Andy Chambers und Gavin Thorpe
- Warhammer Ancient Battles (1998) zusammen mit Alan und Michael Perry sowie Rick Priestley
- Warhammer 40.000 (3. Edition) (1998) zusammen mit Andy Chambers, Rick Priestley und Gavin Thorpe
- Epic Armageddon (2003)
- Warhammer 40.000 (4. Edition) (2004) zusammen mit Andy Chambers, Rick Priestley und Pete Haines
- Warhammer: Ein Spiel fantastischer Schlachten (8. Edition) (2010) zusammen mit Alessio Cavatore, Robin Cruddace, Graham Davey, Andy Hoare, Phil Kelly, Andrew Kenrick, Jeremy Vetock und Matthew Ward
- Blood Bowl (2016 Edition) (2016)

Für andere Herausgeber
- Black Powder: Second Edition (2009) zusammen mit Rick Priestley und John Stallard für Warlord Games
- Black Powder Epic Battles: The Waterloo Campaign (2022) zusammen mit Rick Priestley für Warlord Games
- Valour & Fortitude (2022), zusammen mit Alan und Michael Perry für Perry Miniatures

- Heroes of Migth and Magic: Battles (2024) für Archon Studio

### Brettspiele (für Games Workshop)
- Space Fleet (1991) zusammen mit Andy Jones
- Battle for Armageddon (1992)
- Tyranid Attack (1992)
- Doom of the Eldar (1993)
- Horus Heresy (1993) (1993)
- Talisman (3. Edition) (1994)
- Alexander the Great (2003) zusammen mit Jeff Jonas für Warhammer Historical Wargames Ltd.
- Space Hulk (2. Edition) (1996) zusammen mit Dean Bass, Andy Chambers, Chris Colston, Richard Halliwell, Andy Jones und Paul Murphy
- Dungeon Bowl: The Game of Subterranean Blood Bowl Mayhem (2021)

### Erweiterungen
- Blood Bowl: Death Zone (1987), Erweiterung für Blood Bowl
- Life & Death & An American Chainsaw (1987), Erweiterung von Chainsaw Warrior zusammen mit Stephen Hand
- Blood Bowl Star Players (1989), Erweiterung für Blood Bowl (2. Edition) zusammen mit Paul Cockburn
- Warhammer 40.000 Compendium (1989), Erweiterung für Warhammer 40.000 – Rogue Trader
- Blood Bowl Companion (1990), Erweiterung für Blood Bowl (2. Edition)
- Space Hulk: Deathwing Expansion (1990), Erweiterung für Space Hulk zusammen mit Richard Halliwell
- Space Hulk: Genestealer Expansion (1990), Erweiterung für Space Hulk zusammen mit Matt Forbeck und Richard Halliwell
- Space Crusade: New rules (1991), Erweiterung für StarQuest
- Battle for Armageddon Expansion Set: Chaos Attack (1992), Erweiterung für Battle for Armageddon
- Ork and Squat Warlords (1992), Erweiterung für Space Marine zusammen mit Andy Chambers und Rick Priestley
- Warhammer 40.000 Vehicle Manual (1992),  Erweiterung für Warhammer 40.000 – Rogue Trader, zusammen mit Rick Priestley
- Space Marine Battles (1993), Erweiterung für Space Marine zusammen mit Andy Chambers und Robin Dews
- Blood Bowl: DeathZone (1994), Erweiterung für Blood Bowl (3. Edition)
- Talisman (3. Edition): City of Adventure (1994), Erweiterung für Talisman (3. Edition)
- Warhammer 40,000 Battles (1995), Erweiterung für Warhammer 40.000 (2. Edition)
- Talisman (3. Edition): Dragon's Tower (1995), Erweiterung für Talisman (3. Edition)
- Talisman (3. Edition): Dungeon of Doom (1994), Erweiterung für Talisman (3. Edition)
- Necromunda: Outlanders (1996), Erweiterung für Necromunda zusammen mit Andy Chambers und Chris Colston
- Necromunda: Battles in the Underhive (1997), Erweiterung für Necromunda zusammen mit Andy Chambers und Chris Colston
- Warhammer 40,000: Storm of Vengeance (1997), Erweiterung für Warhammer 40.000 (2. Edition) zusammen mit Andy Chambers und Gavin Thorpe
- Warhammer: Armies of Antiquity (1999), Erweiterung für Warhammer Ancient Battles zusammen mit Allen Curtis und Nigel Stillman
- Codex – Armageddon (2000), Erweiterung für Warhammer 40.000 (3. Edition) zusammen mit Andy Chambers und Gavin Thorpe
- Warhammer 40,000: Imperial Armour – Volume One: Imperial Guard and Imperial Navy (2003), Erweiterung für Warhammer 40.000 (3. Edition)
- Warmaster Annual 2002 (2002), Erweiterung für Warmaster zusammen mit Rick Priestley und Stephan Hess
- Epic Swordwind (2004), Erweiterung für Epic Armageddon zusammen mit Matt Keefe
- Blood Bowl: Living Rulebook (2004), Erweiterung für Blood Bowl, Blood Bowl (Second Edition) und Blood Bowl (Third Edition)
- Apocalypse (2007), Erweiterung für Warhammer 40.000 (4. Edition)
- Mighty Empires: Warhammer Expansion (2007), Kampagnen-Erweiterung für Warhammer Fantasy Battles zusammen mit Rick Priestley
- Warhammer 40.000 Expansion: Apocalypse Reload (2009), Erweiterung für Warhammer 40.000 (5. Edition)
- Warhammer 40.000 Expansion: Kampfeinsätze (2010), Erweiterung für Warhammer 40.000 (5. Edition)
- Blood in the Badlands (2011), Kampagnen-Erweiterung für Warhammer Fantasy Battles (8. Edition) zusammen mit Simon Grant, Andy Hall und Andrew Kenrick
- Pandorax Campaign (2012), Kampagnen-Erweiterung für Warhammer 40.000 (7. Edition)
- Warhammer: Triumph & Treachery (2013), Erweiterung für Warhammer Fantasy Battles (8. Edition)
- La Haye Sainte (2014), Erweiterung für Black Powder: Second Edition zusammen mit Rick Priestley und John Stallard

### Codex und Armeebücher
- Armies of the Imperium (1991) für Epic 40.000 zusammen mit Rick Priestley für Games Workshop
- Untote (1994) für Warhammer Fantasy Battles (4. Edition)
- Dunkelelfen (1995) für Warhammer Fantasy Battles (4. Edition)
- Codex – Dark Eldar (1998) für Warhammer 40.000 (3. Edition)
- Codex – Space Marines (1998) für Warhammer 40.000 (3. Edition)
- Codex – Chaos Space Marines (1999) für Warhammer 40.000 (3. Edition)
- Codex – Catachaner (2000) für Warhammer 40.000 (3. Edition)
- Codex – Space Wolves (2000) für Warhammer 40.000 (3. Edition)
- Codex – Craftworld Eldar (2001) für Warhammer 40.000 (3. Edition)
- Codex Battlezone – Cityfight (2001) für Warhammer 40.000 (3. Edition)
- Codex – Dark Angels (2002) für Warhammer 40.000 (3. Edition)
- Oger Königreiche (2011) für Warhammer Fantasy Battles (8. Edition)